# 森特鎮區 (密歇根州)
森特鎮區（英語：Center Township）是位於美國密歇根州埃米特縣的一個行政鎮區。

## 地方資料
森特鎮區的面積為91.30平方千米，當中陸地面積為88.80平方千米，而水域面積為2.50平方千米。根據2020年美國人口普查的數據，當地共有人口525人，而人口密度為每平方千米5.75人。